# Cerro Viejo
Cerro Viejo è un comune (corregimiento) della Repubblica di Panama situato nel distretto di Tolé, provincia di Chiriquí. Si estende su una superficie di 59,5 km² e conta una popolazione di 1.768 abitanti (censimento 2010).